# Ziegenrück
Ziegenrück é uma cidade da Alemanha localizada no distrito de Saale-Orla, estado da Turíngia.
A cidade de Ziegenrück é membro do Verwaltungsgemeinschaft (plural: Verwaltungsgemeinschaften - português: corporações ou corpos administrativos centrais) de Ranis-Ziegenrück.